# Robert van Caloen de Basseghem
Robert van Caloen de Basseghem (Brugge, 2 maart 1883 - Varsenare, 28 juni 1946) was burgemeester van Varsenare.

## Levensloop
Jonkheer Robert Sylvie Octavie Charles Joseph Marie van Caloen de Basseghem was de zoon van burgemeester Camille van Caloen de Basseghem en Sylvie de Bie de Westvoorde. 
Hij trouwde op 8 juni 1909 met Alice de Formanoir de la Cazerie (1885-1957). Ze behoorde tot een Gentse familie, maar haar ouders waren in Sint-Andries komen wonen op het Kasteel Ter Lucht. Ze hadden drie kinderen:
- Jacques van Caloen de Basseghem, die burgemeester van Varsenare werd.
- Christian van Caloen de Basseghem (1911-2003), die in 1938 trouwde met Madeleine Gillès de Pélichy heeft twee dochters.
- Marie-Louise van Caloen de Basseghem (1913-2001). die in 1937 trouwde met baron Jacques de Crombrugghe de Looringhe (1911-1998) die voor een talrijk nageslacht de Crombrugghe zorgde.

Vijf maanden na zijn huwelijk werd Robert burgemeester van Varsenare. Emiel Jooris had ontslag genomen opdat opnieuw een van Caloen aan het hoofd van de gemeente kon komen. Gedurende het ganse interbellum werd de gemeenteraad om de zes jaar, zonder verkiezingen, herbenoemd. Hij bleef burgemeester tot aan zijn dood en werd opgevolgd door zijn zoon Jacques.